# (2289) McMillan
(2289) McMillan (6567 P-L) – planetoida z pasa głównego asteroid okrążająca Słońce w ciągu 4,28 lat w średniej odległości 2,63 au. Odkryta 24 września 1960 roku.